# Ла-Ривера
Ла-Ривера (исп. La Rivera, кечуа La Rivera) — город в западной части Боливии. Административный центр провинции Пуэрто-де-Мехильонес в департаменте Оруро.

## География
Расположен в 221 км к от города Оруро, на высоте 3842 м над уровнем моря.

## Население
Население по данным переписи 2001 года составляет 200 человек; по данным переписи 1992 года оно составляло 106 человек. Наиболее распространённый язык населения — аймара.